# Amanalco
Amanalco é um município ao oeste do Estado de México, no México. Amanalco identifícase com o nome na lingua nauatle de Amanalco (cfr. nahuatl actual Amanalli (estanque de água) e o sufijo de lugar -co). O seu actual nome provén do nauatle o que significa "lugar dos estanques de água". A sua cabecera municipal e sede do governo é Amanalco de Becerra, antigamente foi uma povoação otomí chamada N'dabí, agora fica dentro dum prográma de turismo (Pueblos con Encanto).

## Geografía
O territorio municipal é delimitado ao norte como Villa Victoria ea noroeste com Villa de Allende, a sul Temascaltepec, ao leste com Valle de Bravo e oeste com Almoloya de Juárez e Temascaltepec.

## Demografía
| Localidade          | Povoação |
| Total Município     | 22,868   |
| San Jerónimo        | 2 272    |
| Amanalco de Becerra | 1 249    |
| El Potrero          | 1 047    |

## Governo e administração
| Prefeito                        | Periodo   |
| ------------------------------- | --------- |
| María Mercedes Colín Guadarrama | 2000-2003 |
| Pablo Vilchis Hernádez          | 2003-2006 |
| Raúl Bustamante Quintero        | 2006-2009 |
| Gerardo Colín Guadarrama        | 2009-2012 |
| Rafael Mercado Sánchez          | 2012-2015 |
| Raúl Quintero Bustamante        | 2015-2018 |